# Stefan Dryselius
Stefan Victor Alexandersson Dryselius, född den 12 december 1911 i Gävle, död den 8 maj 1996 i Göteborg, var en svensk jurist och ämbetsman.
Dryselius avlade juris kandidatexamen vid Stockholms högskola 1934 och genomförde tingstjänstgöring 1934–1937. Han anställdes i länsstyrelsen i Örebro län 1938, blev länsassessor där 1946, biträdande taxeringsintendent i Göteborgs och Bohus län 1953, taxeringsintendent i Östergötlands län 1955 och byråchef i Riksskattenämnden 1955. Dryselius blev landskamrerare i Karlstad 1958 och länsråd där 1971. Han var lagman i kammarrätten i Göteborg 1972–1978. Dryselius blev riddare av Nordstjärneorden 1959, kommendör av samma orden 1965 och kommendör av första klassen 1974.